# Линия Лексингтон-авеню, Ай-ар-ти
IRT Lexington Avenue Line (также известна как East Side Line) — линия дивизиона IRT Нью-Йоркского метро.
Строилась с 1904 по 1918 год. Первый участок линии (от City Hall до 42nd Street — Grand Central) был открыт в составе первой подземной линии метрополитена Нью-Йорка, в отдельную линию была выделена 1 августа 1918 года.
Обслуживается маршрутами: 4 (круглосуточно), 5 (круглосуточно, кроме ночи), 6 (круглосуточно) и <6> (в будни днём в пиковом направлении). Линия считается «стволовой»: маршруты 4, 5, 6 и <6>, проходящие по ней, обозначаются зелёным цветом.
Линия полностью подземная, четырёхпутная на участке 125th Street — Brooklyn Bridge — City Hall, двухпутная в южной части.
Проходит под Лексингтон-авеню, Парк-авеню, Лафайетт-стрит и Бродвеем.

## Список станций
Проходящие по линии маршруты в зависимости от дня недели и времени суток
| 33-я улица — Бруклинский мост — Сити-холл      | День    | Вечер + выходные | Ночь  |
| ---------------------------------------------- | ------- | ---------------- | ----- |
| Экспресс-пути                                  | 4 · 5   | 4 · 5            | —     |
| Локальные пути                                 | 6 · <6> | 6                | 4 · 6 |
| — в пиковом направлении; — в обратном пиковому |         |                  |       |

| Фултон-стрит — Боулинг-Грин | День + вечер + выходные | Ночь |
| --------------------------- | ----------------------- | ---- |
| Локальные пути              | 4 · 5                   | 4    |

Станции на линии
| Условные обозначения |
| для дней и часов работы маршрутов (более точно указано во всплывающих подсказках при этих обозначениях): |
| --- |
| круглосуточно круглосуточно, кроме ночи круглосуточно, кроме будней днём (либо часов пик) в пиковом направлении в будни днём (и, возможно, вечером) в будни круглосуточно в часы пик в будни днём (либо в часы пик) в пиковом направлении в будни днём (либо в часы пик) в направлении, обратном пиковому в выходные ночью ночью и в выходные (и, возможно, вечером) нет движения поездов |

| 4 — круглосуточно · 4 — круглосуточно · 5 — круглосуточно, кроме ночи · 5 — круглосуточно, кроме ночи |  |  |  | 6 — круглосуточно · 6 — круглосуточно · <6> — в будни днём в пиковом направлении · <6> — в будни днём в пиковом направлении |
| |  |  |  | |

| Харлем — 125-я улица (Metro-North)[англ.] |

| N — круглосуточно · N — круглосуточно · R — круглосуточно, кроме ночи · R — круглосуточно, кроме ночи · W — в будни днём и вечером до 23:00 · W — в будни днём и вечером до 23:00                                                                                       | Лексингтон-авеню — 59-я улица |
| F — круглосуточно · F — круглосуточно · <F> — в часы пик в пиковом направлении · <F> — в часы пик в пиковом направлении · N — часть рейсов в часы пик в пиковом направлении · N — часть рейсов в часы пик в пиковом направлении · Q — круглосуточно · Q — круглосуточно | Лексингтон-авеню — 63-я улица |
| Канатная дорога острова Рузвельт |                               |

| E — круглосуточно · E — круглосуточно · M — в будни днём и вечером · M — в будни днём и вечером | Лексингтон-авеню — 53-я улица |

| 7 — круглосуточно · 7 — круглосуточно · <7> — в часы пик в пиковом направлении · <7> — в часы пик в пиковом направлении | Центральный вокзал |
| S (челнок 42-й улицы) — круглосуточно, кроме ночи · S (челнок 42-й улицы) — круглосуточно, кроме ночи                   | Центральный вокзал |
| Центральный вокзал Нью-Йорка                                                                                            |                    |

| L — круглосуточно · L — круглосуточно | Юнион-сквер              |
| N — круглосуточно · N — круглосуточно · Q — круглосуточно · Q — круглосуточно · R — круглосуточно, кроме ночи · R — круглосуточно, кроме ночи · W — в будни днём и вечером до 23:00 · W — в будни днём и вечером до 23:00 | 14-я улица — Юнион-сквер |

| B — в будни днём и вечером до 23:00 · B — в будни днём и вечером до 23:00 · D — круглосуточно · D — круглосуточно · F — круглосуточно · F — круглосуточно · <F> — в часы пик в пиковом направлении · <F> — в часы пик в пиковом направлении · M — в будни днём и вечером · M — в будни днём и вечером | Бродвей — Лафайетт-стрит |

| J — круглосуточно · J — круглосуточно · Z — в часы пик в пиковом направлении · Z — в часы пик в пиковом направлении                                               | Канал-стрит |
| N — ночью · N — ночью · R — круглосуточно, кроме ночи · R — круглосуточно, кроме ночи · W — в будни днём и вечером до 23:00 · W — в будни днём и вечером до 23:00 | Канал-стрит |
| N — круглосуточно, кроме ночи · N — круглосуточно, кроме ночи · Q — круглосуточно · Q — круглосуточно                                                             | Канал-стрит |

| J — круглосуточно · J — круглосуточно · Z — в часы пик в пиковом направлении · Z — в часы пик в пиковом направлении | Чеймберс-стрит |

|  |  |
|  |  |
|  |  |

|  |  |
|  |  |
|  |  |

| 2 — круглосуточно · 2 — круглосуточно · 3 — круглосуточно, кроме ночи · 3 — круглосуточно, кроме ночи               | Фултон-стрит |
| A — круглосуточно · A — круглосуточно · C — круглосуточно, кроме ночи · C — круглосуточно, кроме ночи               | Фултон-стрит |
| J — круглосуточно · J — круглосуточно · Z — в часы пик в пиковом направлении · Z — в часы пик в пиковом направлении | Фултон-стрит |
| Всемирный торговый центр (PATH)[англ.]                                                                              |              |

|  |  |
|  |  |
|  |  |

|  |  |
|  |  |
|  |  |

| \| \| \| \| \| \|                                                           |
| 4 — круглосуточно · 4 — круглосуточно · 5 — в будни днём · 5 — в будни днём |
|                                                                             |
|                                                                             |
|                                                                             |

|  |
|  |
|  |

## Упоминания в культуре
- Just Another Girl On The I.R.T. — кинофильм 1992 года.